# Neurey-en-Vaux
Neurey-en-Vaux ist eine Gemeinde im französischen Département Haute-Saône in der Region Bourgogne-Franche-Comté.

## Geographie
Neurey-en-Vaux liegt auf einer Höhe von 355 m über dem Meeresspiegel, etwa 15 Kilometer nördlich der Stadt Vesoul (Luftlinie). Das Dorf erstreckt sich im zentralen Teil des Departements, an einem leicht nach Süden geneigten Hang der Höhe Chassagne, östlich des Tals des Bâtard.
Die Fläche des 5,27 km² großen Gemeindegebiets umfasst einen Abschnitt der gewellten Landschaft zwischen dem Becken von Vesoul im Süden und der Ebene der Lanterne im Norden. Der zentrale Teil des Gebietes wird von der Mulde eines Seitenbaches des Bâtard eingenommen, die sich nach Süden öffnet. Sie wird überwiegend landwirtschaftlich genutzt. Flankiert wird sie im Westen vom Haut Marcher (351 m) und im Osten von den Höhen des Bois de Vilory. Den nördlichen Abschluss bilden die bewaldeten Kuppen des Homme Dessus (412 m) und der Chassagne, auf der mit 421 m die höchste Erhebung von Neurey-en-Vaux erreicht wird. Nach Westen erstreckt sich das Gemeindeareal bis in das Quellgebiet des Bâtard, eines rechten Zuflusses des Durgeon. In geologisch-tektonischer Hinsicht besteht das Gelände aus einer Wechsellagerung von sandig-mergeligen und kalkigen Sedimenten, die während der Lias (Unterjura) abgelagert wurden. An zahlreichen Orten tritt auch Muschelkalk der mittleren Trias zutage.
Nachbargemeinden von Neurey-en-Vaux sind Équevillon und La Villedieu-en-Fontenette im Norden, Meurcourt, La Villeneuve-Bellenoye-et-la-Maize und Vilory im Osten, Varogne im Süden sowie Le Val-Saint-Éloi im Westen.

## Geschichte
Das Gebiet wurde von den Mönchen des Klosters Luxeuil im 9. Jahrhundert urbar gemacht. Im Mittelalter gehörte Neurey-en-Vaux zur Freigrafschaft Burgund und darin zum Gebiet des Bailliage d’Amont. Während des Dreißigjährigen Krieges wurde das Dorf 1636 geplündert und niedergebrannt. Zusammen mit der Franche-Comté gelangte der Ort mit dem Frieden von Nimwegen 1678 definitiv an Frankreich. Heute ist Neurey-en-Vaux Mitglied des sechs Ortschaften umfassenden Gemeindeverbandes Communauté de communes des Six Villages.

## Sehenswürdigkeiten
Die Kirche Saint-Valbert wurde gegen Ende des 18. Jahrhunderts auf kreuzförmigem Grundriss neu erbaut. Zur Ausstattung gehören ein oktogonales Taufbecken aus dem 17. Jahrhundert, Mobiliar und ein reich skulptierter Altar aus dem 18. Jahrhundert. Ein Pestkreuz stammt aus dem 17. Jahrhundert.
Der Ortskern ist geprägt durch verschiedene Bauern- und Winzerhäuser, die den traditionellen Stil der Haute-Saône zeigen.

## Bevölkerung
| Jahr                       | 1962 | 1968 | 1975 | 1982 | 1990 | 1999 | 2006 |
| Einwohner                  | 138  | 117  | 106  | 135  | 153  | 152  | 158  |
| Quellen: Cassini und INSEE |      |      |      |      |      |      |      |

Mit 139 Einwohnern (1. Januar 2022) gehört Neurey-en-Vaux zu den kleinen Gemeinden des Département Haute-Saône. Nachdem die Einwohnerzahl in der ersten Hälfte des 20. Jahrhunderts deutlich abgenommen hatte (1881 wurden noch 367 Personen gezählt), wurde seit Mitte der 1970er Jahre wieder ein leichtes Bevölkerungswachstum verzeichnet.

## Wirtschaft und Infrastruktur
Neurey-en-Vaux ist noch heute ein vorwiegend durch die Landwirtschaft (Ackerbau, Obstbau und Viehzucht) und die Forstwirtschaft geprägtes Dorf. Außerhalb des primären Sektors gibt es nur wenige Arbeitsplätze im Ort. Einige Erwerbstätige sind deshalb Wegpendler, die in den größeren Ortschaften der Umgebung ihrer Arbeit nachgehen.
Die Ortschaft liegt abseits der größeren Durchgangsachsen an einer Departementsstraße, die von Vesoul nach Saint-Loup-sur-Semouse führt. Weitere Straßenverbindungen bestehen mit Mersuay und Vilory.